# Donnino de Fidenza
Donnino de Fidenza est un martyr chrétien du IIIe siècle, vénéré comme saint.

## Biographie
Vers 296, Donnino, chambellan et homme de confiance de l’empereur romain Maximien est décapité à l’entrée de la ville de Fidenza (anciennement Borgo San Donnino) sur le pont du Stirone car il s’était converti au christianisme. Selon la légende, Donnino se remit la tête à sa place et fit quelques pas avant de tomber à terre, à l’endroit où s’élève aujourd’hui la cathédrale. Les chrétiens ensevelirent le corps du saint céphalophore et, depuis, vouent un culte sans faille à ce martyr de la foi.
Il est le saint patron de la ville de Castelfranco Emilia.